# Schlacht um Khartum (2023−2025)
Die Schlacht um Khartum war ein von April 2023 bis Mai 2025 andauernder bewaffneter Konflikt zwischen den Sudanesischen Streitkräften (SAF) und den Rapid Support Forces (RSF) um die Kontrolle über die sudanesische Hauptstadtregion, den Bundesstaat Khartum. Kämpfe begannen am 15. April 2023, nachdem die RSF den internationalen Flughafen von Khartum, mehrere Militärstützpunkte und den Präsidentenpalast eingenommen hatten, was eine Reihe von erbitterten Schlachten auslöste. Die RSF konnten bis Mitte 2023 einen Großteil der Hauptstadtregion einnehmen und zwangen die Regierung von Abdel Fattah Burhan, sich nach Port Sudan an der Küste zum Roten Meer zurückzuziehen. Friedensverhandlungen und mehrere Versuche, einen Waffenstillstand zu erreichen, scheiterten und die SAF starteten schließlich eine Gegenoffensive, durch die bis Anfang 2025 ganz Al-Chartum Bahri und ein Teil von Omdurman und Khartum wieder unter Kontrolle der Regierung gebracht werden konnten. Bis Mai 2025 wurden die RSF-Kräfte vollständig aus dem Bundesstaat vertrieben.
Aufgrund der großen politischen und wirtschaftlichen Bedeutung der Hauptstadt Khartum galt der Kampf um die Stadt als Entscheidungsschlacht des Sudanesischen Bürgerkriegs. Durch Häuserkampfe wurde die Stadt weitgehend zerstört und tausende in der Stadt eingeschlossene Zivilisten kamen bei den Kämpfen ums Leben.

## Hintergrund
2019 begannen im ganzen Sudan, insbesondere in Khartum, Volksaufstände gegen das diktatorische Regime von Umar al-Baschir. Die sudanesische Regierung schoss mit Unterstützung der RSF auf Demonstranten und tötete über mehrere Monate hinweg Dutzende von Menschen in Khartum und Omdurman. Der tödlichste Vorfall ereignete sich am 3. Juni in Khartum, wo sudanesische Soldaten und die RSF über hundert Zivilisten töteten, die gegen das Regime protestierten. Bashir wurde schließlich gestürzt und eine zivil-militärische Übergangsverwaltung mit Abdalla Hamdok an der Spitze des zivilen Teils der Regierung und Abdel Fattah Burhan als Militärführer eingesetzt.
Im Jahr 2021 stürzte Burhan zusammen mit Mohammed Hamdan Daglo, dem Führer der RSF, die zivile Verwaltung im Rahmen eines Staatsstreichs und zementierte damit die Militärherrschaft. 2023 verschärften sich die Spannungen zwischen Burhan und Daglo, nachdem Burhan darauf gedrängt hatte, die RSF in das sudanesische Militär zu integrieren, was Daglo ablehnte, der um seine Machtbasis fürchtete. Die Zweckallianz zwischen Burhan und Daglo, der die südwestliche Region Darfur kontrolliert, brach so zusammen. Am 13. April verbreiteten sich Gerüchte über die Mobilisierung von RSF-Kämpfern in Stützpunkten in Khartum und Merowe. Am 14. April hatten RSF und die Streitkräfte jeweils Zehntausende von Kämpfern in Khartum.
Khartum ist die Hauptstadt und zweitgrößte Stadt des Sudan. Die Metropolregion von Khartum besteht aus drei Hauptgebieten: Omdurman im Nordwesten, am Westufer des Nils gelegen, ist die größte Stadt des Sudan. Al-Chartum Bahri, umgangssprachlich Bahri genannt, liegt nördlich von Khartum. Laut Schätzungen von 2018 leben in der Hauptstadtregion knapp acht Millionen Menschen, womit die Region das mit Abstand wichtigste wirtschaftliche Zentrum des Landes bildet. Von den vorherigen Konflikten im Sudan war die Hauptstadt weitgehend verschont geblieben, da diese sich vorwiegend auf den Süden und den Nordwesten des Landes konzentriert hatten.

## Ablauf

### 2023

Vormarsch der RSF im April 2023

In den frühen Morgenstunden des 15. April 2023 begann die RSF eine Reihe von Angriffen auf wichtige Einrichtungen in Khartum, darunter war auch der Flughafen von Khartum. Während des Angriffs auf den Flughafen feuerten die RSF Berichten zufolge auf ein Saudia-Flugzeug, das auf dem Flughafen ankam, aber es wurden keine Opfer unter den Passagieren und der Besatzung des Flugzeugs gemeldet. Die RSF eroberten auch den Präsidentenpalast, die Residenz des ehemaligen sudanesischen Präsidenten Omar al-Bashir, und griffen eine Militärbasis an. RSF-Kämpfer stürmten am 15. April auch Burhans Wohnhaus und versuchten, ihn zu ermorden. Burhan und seine Leibwächter wehrten sich, wobei ein Leibwächter später angab, dass Burhan selbst eine AK-47 in die Hand nahm, um sich zu verteidigen. Während Burhan den Kämpfen entkam, wurden über 30 seiner Leibwächter bei den Zusammenstößen getötet. RSF-Führer Daglo verkündete die Einnahme eines großen Teils der Hauptstadtregion, was Burhan abstritt. Die sudanesischen Streitkräfte flogen Luftangriffe gegen die Stellungen der RSF und am 17. April kündigte die sudanesische Regierung die Schließung des sudanesischen Luftraums an. Ein Reuters-Reporter in Khartum berichtete, dass am 20. April der Hauptmarkt in Bahri bis auf die Grundmauern niedergebrannt war und viele Gebäude im Stadtzentrum zerstört oder schwer beschädigt waren. In Khartum, Bahri und Omdurman gab es häufig Kontrollpunkte von RSF-Kämpfern an Häuserblocks und mitten auf den Straßen der Stadt, und es gab kein ziviles Leben mehr.
Der überraschende Ausbruch des Bürgerkriegs sorgte dafür, dass zahlreiche Ausländer und Diplomaten in der Stadt feststeckten, neben Millionen von Zivilisten, die unter den Kämpfen zu leiden hatten. Bis zum 28. April 2023 starben mehr als 500 Zivilisten in Khartum, darunter ein indischer Staatsbürger, ein irakischer Staatsbürger, ein ägyptischer Zivilist und ein sudanesisch-amerikanischer Mann. Rund 100 US-Spezialkräfte flogen am 22. April von Dschibuti aus und evakuierten die amerikanische Botschaft in Khartum. Auch das Vereinigte Königreich, Deutschland und weitere Länder begannen mit der Evakuierung von Diplomaten aus der Stadt. Die Bundeswehr evakuierte zwischen dem 23. und dem 28. April 780 Personen aus 30 Ländern.
Am 2. Mai behauptete die RSF, die Kontrolle über 90 % der „drei Städte“ zu haben, obwohl diese Behauptung zu diesem Zeitpunkt nicht bestätigt werden konnte. Beide Seiten einigten sich im Laufe des Tages auf einen kurzzeitigen Waffenstillstand und humanitäre Korridore. Am 6. Mai begannen Verhandlungen zwischen beiden Kriegsparteien in Dschidda, Saudi-Arabien. Zur gleichen Zeit schlug die sudanesische Armee in Khartum einen Angriff der RSF zurück, die versuchte, das Kommando der sudanesischen Luftwaffe zu stürmen.
Am 20. Mai unterzeichneten die SAF und die RSF bei den Gesprächen in Dschidda einen einwöchigen, landesweiten Waffenstillstand, der am 22. Mai in Kraft treten und bis zum 29. Mai dauern sollte. In der Nacht des 23. Mai kam es jedoch bereits wieder zu Kämpfen in Khartum. Der Waffenstillstand wurde am 29. Mai um weitere fünf Tage verlängert. Während des erneuten Waffenstillstands konnten die Vereinten Nationen die erste Runde von Lebensmittelspenden in den vom Krieg zerstörten Teilen von Khartum abschließen. Die Situation von Zivilisten war katastrophal. Diese mussten oft plündern, um zu überleben, da es nahezu unmöglich war, an überlebenswichtige Waren zu gelangen. Straßenbanden waren ebenfalls weit verbreitet, wobei ärmere Viertel zur Zielscheibe wurden. Das Gesundheitssystem war zusammengebrochen und es herrschte Hyperinflation. In vielen Gegenden waren Krankheiten weit verbreitet, da viele verwesende Leichen unberührt auf den Straßen liegen blieben. Die Einwohner bekamen ihr Wasser aus dem Nil. Wer Wasser holte, setzte sich oft der Gefahr aus, von Scharfschützen erschossen zu werden.
Am 31. Mai beendete die sudanesische Regierung ihre Teilnahme an den Friedensgesprächen und begründete dies mit „wiederholten Verstößen“ gegen den Waffenstillstand durch die RSF. Nach dem Auslaufen des Waffenstillstands am 4. Juni verschärften sich die Zusammenstöße in der Region Khartum wieder. Am 7. Juni brach nach Zusammenstößen in der Nähe der Yarmouk-Fabrik, der größten Waffenfabrik im Sudan, ein Feuer aus. Dieses wichtige Zentrum der sudanesischen Rüstungsindustrie war bitter umkämpft. Die Friedensverhandlungen wurden schließlich bald darauf wieder aufgenommen und führten zu gelegentlichen Unterbrechungen der Kämpfe, so auch während Eid ul-Adha zwischen Juni und Juli.
Am 10. September wurden bei einem Luftangriff auf Khartum, mindestens 43 Menschen getötet und Dutzende weitere verletzt. Es war der bis dahin tödlichste Luftangriff während des Konflikts.
Reuters berichtete im Oktober 2023, dass ein Großteil der sudanesischen Regierung sich nach Port Sudan zurückgezogen hätte. Khartum befand sich zum Großteil unter Kontrolle der RSF, während die sudanesische Armee noch ihre Militärbasen in der Stadt kontrollierte.
Am 11. November 2023 wurde die Schambat-Brücke inmitten heftiger Kämpfe zerstört. Am 6. Dezember 2023 wurde berichtet, dass die RSF die Al-Jili-Raffinerie, die größte Ölraffinerie im Sudan, die sich in Bahri (Khartum-Nord) befindet, zerstört haben.

### 2024
Im Februar 2024 konnte die SAF in Omdurman Boden gewinnen, indem sie ihre Kräfte im nördlichen Teil der Stadt zusammenführte und eine zehnmonatige Belagerung des Stadtzentrums brach. Die Omdurman-Front stellte den ersten großen Durchbruch für die Streitkräfte in dem Krieg dar. Am 19. Februar 2024 hielt die RSF weiterhin die Kontrolle über große Teile des westlichen und südlichen Omdurman. Im März konnten die Streitkräfte das nationale Rundfunkgebäude in Omdurman einnehmen und weiter in der Stadt vorrücken. Am 28. März kündigte Minni Minnawi an, dass seine Truppen der Sudanesischen Befreiungsarmee (SLA/M) an der Seite der Armee in Omdurman kämpfen würden. Im Mai überquerte die Armee eine Brücke, die Omdurman und Al-Chartum Bahri verband, und stießen nach Bahri vor. Die erfolgreiche Offensive in Bahri wurde als „Wendepunkt“ im Krieg bezeichnet.
Nach einer Periode relativer Ruhe in Bezug auf die Kämpfe startete die SAF am 26. September eine Großoffensive zur Rückeroberung von Khartum. Schwere Kämpfe wurden aus dem Präsidentenpalast sowie aus mehreren RSF-Stützpunkten und -Einrichtungen in der Stadt gemeldet. Die Offensive ermöglichte es den zuvor eingekesselten und belagerten SAF-Einheiten im Norden Khartums, sich mit den Armeeeinheiten im Rest der Stadt zu verbinden.
Am 29. September wurde die Residenz des emiratischen Botschafters, Hamad Al-Janaibi, bei einem Luftangriff der sudanesischen Armee bombardiert. Die sudanesische Regierung rechtfertigte dies später mit der Unterstützung der Vereinigten Arabischen Emirate für die RSF.
Am 5. Oktober, inmitten der Eskalation des Konflikts auf der Tuti-Insel, plädierten die Anwohner für eine dringende Evakuierung der Zivilbevölkerung von der Insel mit der Begründung, dass die noch auf der Insel verbliebenen RSF-Einheiten zu Plünderungen und Einschüchterungen gegriffen hätten, während die Insel durch das Vorrücken der SAF zu einem Schlachtfeld wurde.

### 2025
Am 24. Januar 2025 durchbrach die sudanesische Armee eine monatelange Belagerung des Hauptquartiers des Generalkommandos im Zentrum von Khartum und eroberte die strategisch wichtige Al-Jili-Ölraffinerie in Bahri zurück, was nach mehr als einem Jahr Krieg einen bedeutenden Erfolg gegen die RSF darstellte. Am 17. Februar hatte die Armee die Kontrolle über ganz Al-Chartum Bahri wiedererlangt, die drittgrößte Stadt des Landes und ein wichtiges Industriezentrum. Im selben Monat gelang es auch, die Kontrolle über den Norden von Khartum zu erlangen. Am 21. März meldeten die Streitkräfte die Rückeroberung des Präsidentenpalastes. Einige Tage später wurde auch die Rückeroberung des Flughafens von Khartum verkündet.
Am 27. März verkündete Präsident Burhan die komplette Rückeroberung von Khartum. RSF-Kräfte zogen sich auf das Westufer des Nils zurück, wo noch einige Einheiten in Omdurman verblieben.
Am 20. Mai 2025 übernahm die SAF die vollständige Kontrolle über Ombada und Omdurman und beendete die Kämpfe im Staat Khartum.

## Humanitäre Folgen
Zwischen April 2023 und Juni 2024 kam es Schätzungen zufolge zu 26.000 gewaltsamen Todesfällen im Staat Khartum. Durch den Zusammenbruch des Gesundheitssystems kam es zu zahlreichen Todesfällen durch vermeidbare Krankheiten. Es wurde auch von Hunger berichtet. Ärzte in sudanesischen Krankenhäusern berichteten von einem drastischen Anstieg der Vergewaltigungsfälle während der Kämpfe, insbesondere in Bahri. Viele Zivilisten wurden bei den Plünderungen durch die RSF getötet. Die Armee verübte später Racheakte. Die sudanesische Armee griff während der Kämpfe mehrmals Misseriye-Zivilisten in Khartum an. Die Misseriya machen nämlich einen Großteil der ethnischen Basis der RSF aus. Mitte 2024 berichtete die Internationale Organisation für Migration von über drei Millionen Binnenflüchtlingen aus Khartum.
Infolge der Kämpfe wurde ein Großteil des Zentrums und der Innenstadt von Khartum zerstört. Auch Gegenstände aus der Sammlung des sudanesischen Nationalmuseums wurden geplündert, darunter antike Schätze.